# MKKS Rybnik
Miejski Koszykarski Klub Sportowy RYBNIK – polski drugoligowy klub koszykarski.

## Historia[1]
11.05.1994r z inicjatywy rodziców chłopców trenujących koszykówkę w Rybniku, w ówczesnym Urzędzie Wojewódzkim w Katowicach został zarejestrowany Miejski Koszykarski Klub Sportowy "Rybnik" z siedzibą w Rybniku przy ulicy Kolejowej (w siedzibie firmy "Brambud").
27.05.1994r odbyło się zebranie, na którym 24 obecne osoby w tajnym głosowaniu wybrały pierwsze władze klubu:
Prezes Mieczysław Grajdek
W-ce prezes Zbigniew Głowacki
Członkowie zarządu:
Antoni Kozioł - odpowiedzialny za sprawy finansowe,
Mirosław Salamon - odpowiedzialny za sprawy organizacyjne,
Andrzej Zygmunt - odpowiedzialny za sprawy organizacji szkolenia,
Czesław Grzonka - trener zespołu juniorów i seniorów.
Kierownikiem Sekcji Koszykówki wybrano Piotra Majzę.

## Trenerzy i sukcesy seniorów
- 1994-2000 - Czesław Grzonka III Liga
- 2000-2004 - Ksawery Fojcik, wprowadza zespół do II Ligi (2004 r.)
- 2004-2006 - dr Adam Kubaszczyk
- 2006-2007 - Dariusz Szczubiał, wprowadza zespół do I Ligi (2007r)
- 2007-2008 - Włodzimierz Środa,
- 2008-2009 - Łukasz Szymik przejmuje zespół po jego spadku do II Ligi i utrzymuje drużynę w rozgrywkach centralnych,
- 2009-2010 - Grzegorz Adamczyk, prowadzi zespół w III lidze oparty na juniorach po wycowaniu drużyny z rozgrywek II ligi,
- 2010-2011 - Krzysztof Fojcik - prezes klubu, w trakcie sezonu następuje zmiana trenera. Drużynę przejmuje Jakub Krakowczyk - wychowanek klubu,
- 2011-2012 - Stanisław Grabiec, drużyna występuje w gr. I III ligi śląsko-opolskiej.
- 2012-2013 - Mirosław Orczyk, drużyna występuje w III lidze.
- 2013 - Łukasz Szymik

## Wychowankowie[1]
Justyn Węglorz – olimpijczyk, Krzysztof Fojcik, Edward Foreaiter, Grażyna Kuboń – Szulik, Mirosława Sidorowicz – Pobijasz, Mirosława Warmuzek, Ewa Paszek, Bożena Makowska, Maria Studnik, Iwona Przewłocka, Justyna Janosz, Iwona Pleszewska, Gabriela Kowolik, Lidia Malinowska, Barbara Wojerowska, Regina Kwak, Tomasz Grzybek, Jarosław Świercz, Ksawery Fojcik, Marek Kaczmarek, Dariusz Predecki, Artur Olszanecki, Adam Molski, Adam Rener, Wojciech Kukuczka, Mirosław Frankowski, Kordian Korytek, Krzysztof Gawałek, Jarosław Marciniak, Adam Pierchała, Rafał Ulrich, Przemysław Król, Bartłomiej Kozieł, Marcin Sroka, Marcin Kosiński as Iwo Kitzinger, Paweł Grzelczak, Daniel Badeński, Mateusz Majewski, Adam Białdyga, Piotr Konsek, Grzegorz Paszek, Szymon Wziętek, Maciej Krakowczyk. Wszyscy ww. osiągnęli poziom reprezentacji Polski w różnych kategoriach wiekowych lub poziom I czy II ligi.